# جامعة كارلستاد
جامعة كارلستاد (بالإنجليزية: Karlstad University) هي جامعة عامة في سويد تأسست عام 1977.

## إحصائيات
يبلغ عدد طلاب الجامعة 7,750 طالب.

## وصلات خارجية
- الموقع الإلكتروني